# Annales Xantenses

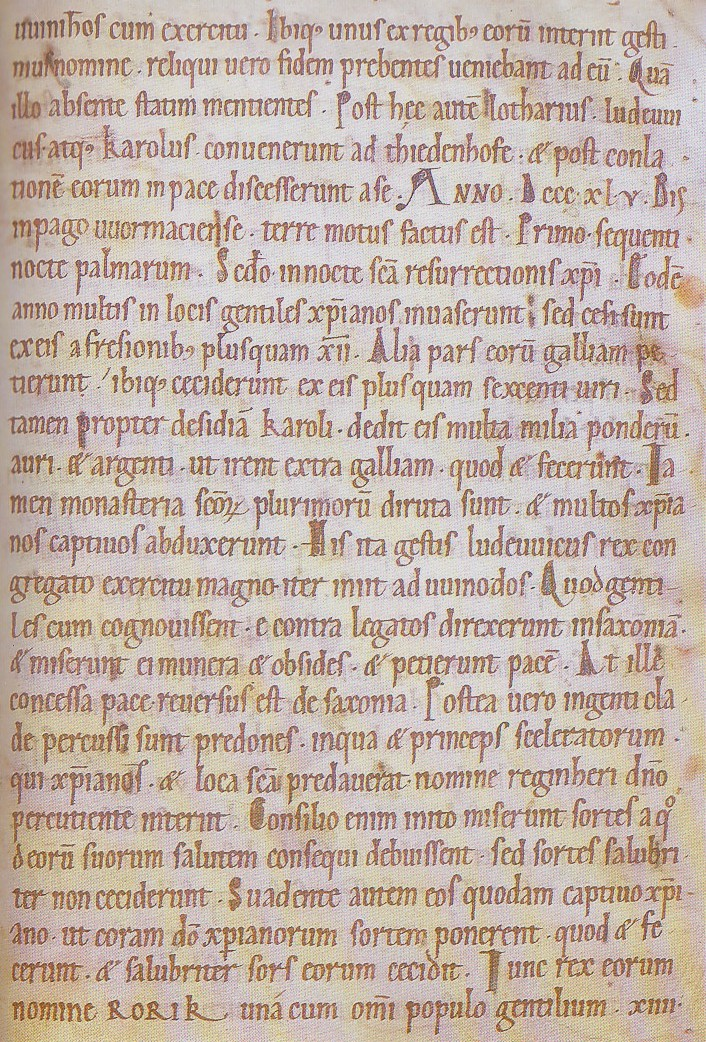
Página de los Annales Xantenses.

Los Anales de Xanten (lat.: Annales Xantenses) son una serie de anales escritos probablemente en Lorsch, Alemania, durante el periodo comprendido entre 832 y 852 y, por otro lado, en Colonia hasta 873. El autor en la época de Lorsch fue probablemente Gerward, un capellán real, pero el que continuó la obra es anónimo. Durante el periodo (832–873) se presenta como una fuente independiente que complementa otros Reichsannalen. 